# Han Dong
Han Dong (xinès simplificat: 韩 东) (Nanjing 1961) és un editor, poeta, novel·lista, assagista i director de cinema xinès. Forma part de la generació d'escriptors xinesos que va començar a escriure a la primeria dels anys vuitanta. Representant dels poetes de la tercera generació i una estrella en ascens en el moviment literari, ocupa un lloc molt especial fora dels grans moviments literaris.

## Biografia
Han Dong va néixer el 17 de maig de 1961 a Nanjing, capital de la província de Jiangsu (Xina).
Durant la Revolució Cultural els seus pares van ser enviats a un poble del nord de Jiangsu. Quan les universitats van reobrir després de la Revolució Cultural, Han Dong va estudiar filosofia a la Universitat de Shandong (山东 大学) i es va graduar el 1982. Després va ser enviat a ensenyar a Xi'an, a l'Institut d'Economia i Finances de Shaanxi (陕西).财经 学院), després a Nanjing, el 1984, a l'Institut d'Auditoria de Nanjing (南京 审计 学院). El 1992 és un any cabdal en la carrera de Han Dong: renuncia al seu lloc de professor per dedicar-se completament a l'escriptura,

### Carrera literària
Va començar a escriure l'any 1980, i el 1982 va generar una primera polèmica, amb la publicació del poema «La pagoda de l'oca salvatge» (有关 大 雁塔). Aquesta pagoda, la Gran Pagoda de l'Oca Salvatge (大 雁塔), construïda originalment al segle vii sota l'emperador Gaozong de Tang, és un lloc molt reconegut a Xi'an, una de les funcions del qual és conservar sutres i figuretes de Buda (Siddharta Gautama), portades des de l'Índia pel monjo Xuan Zang (玄奘) l'any 645. Generalment és objecte d'una veneració gairebé religiosa, però Han en el poema només hi va incorporar els aspectes superficials.
Han es va dedicar a una intensa activitat editorial l'any 1982 al marge de la premsa literària oficial, primer amb el seu propi diari, Laojia, (老家). Després, el 1985, va participar activament en la creació de la revista Tamen (他们), que va esdevenir el portaveu d'un grup de poetes i d'escriptors, com Yu Jian (于 坚), Ding Dang (丁当), Yu Xiaowei (于 小伟), Xiao Hai (小 海), Zhu Wen (朱文) i molts altres. El 1994, va treballar a l'Institut de Literatura Juvenil (青年 文 学院) a la província de Guangdong. De 1996 és escriptor sota contracte amb la companyia Nike Arts.
Del 2000 al 2004, Han Dong va ser redactor en cap de la revista bimensual literària Furongou Lotus Magazine (芙蓉). També publica regularment articles a la premsa, en particular al Nanfang Zhoumo (南方周末).
L'agost de 2018 va rebre el premi Lu Xun de poesia per la seva obra 奇迹.

### Estil
Segons alguns crítics Han Dong té una manera d'escriure que «és gairebé cristal·lina en la seva claredat, i ens fa frenar per fixar-hi la nostra atenció. Però la seva escriptura no és només lírica, també és càlida, humorística i irònica».
El mateix Han el 1995 va definir el seu estil i quin concepte té de la poesia i de la llengua, en deu punts, dels que es poden destacar:
- Un bon escriptor no té més legitimitat com a poeta que un bon lector, els dos es manifesten en termes de sentiments
- La poesia moderna no és un descendent degenerat de la poesia clàssica, aquesta última simplement representa un avantpassat il·lustre
- El xinès modern té un significat més ampli que el xinès clàssic
- Es llegeix un poema quan els nostres sentits estan totalment desperts; has d'estar relaxat però no letàrgic
- El valor d'un bon poema augmenta amb el temps; un mal poema es consumeix de cop, les lectures posteriors mai són tan bones com les primeres

### Director de cinema
El 2016 va debutar com a director de cinema, amb l'adaptació d'una obra seva, amb el títol One Night on the Wharf que va comptar amb la producció de l'actor, director i productor Jia Zhangke, i que es va estrenar el 2017.

## Obres destacades
- 扎根 (Banished)

- 在码头 (At the Wharf)
- 小小 好汉 - 英 特迈 往 (Un petit heroi de la ciutat fa grans avenços).
- 一个知青的变形记 (Metamorfosi d'una joventut educada)
- 我和你 (Jo i Tú)
- 中国 情人 (Els amants xinesos)